# Steeve Nguema Ndong
Steeve Wilfried Nguema Ndong (11 de diciembre de 1971 – 25 de septiembre de 2009) fue un deportista gabonés que compitió en judo. Ganó una medalla en los Juegos Panafricanos de 1999, y cuatro medallas en el Campeonato Africano de Judo entre los años 1998 y 2002.

## Palmarés internacional
| Juegos Panafricanos | Juegos Panafricanos       | Juegos Panafricanos | Juegos Panafricanos |
| Año                 | Lugar                     | Medalla             | Categoría           |
| ------------------- | ------------------------- | ------------------- | ------------------- |
| 1999                | Johannesburgo (Sudáfrica) | Medalla de plata    | +100 kg             |
| Campeonato Africano |                           |                     |                     |
| Año                 | Lugar                     | Medalla             | Categoría           |
| 1998                | Dakar (Senegal)           | Medalla de oro      | +100 kg             |
| 2000                | Argel (Argelia)           | Medalla de plata    | +100 kg             |
| 2001                | Trípoli (Libia)           | Medalla de plata    | +100 kg             |
| 2002                | El Cairo (Egipto)         | Medalla de bronce   | +100 kg             |